# Haakon II de Noruega
Haakon Sigurdsson, llamado Herdebrei (‘El de espalda ancha‘, en nórdico antiguo, Hákon Herdebrei; en noruego, Håkon Herdebrei o skulderbrei;1147-Fiordo de Romsdal, 7 de julio de 1162), fue rey de Noruega desde 1159 hasta su fallecimiento. Era un hijo ilegítimo del rey Sigurd II. Su madre era una mujer de nombre Tora.

## Biografía
A la muerte de su padre Sigurd II y de su tío Øystein II, Haakon fue elegido para ser rey por los seguidores de estos. En 1159 fue nombrado rey por un ting, en oposición a su otro tío, Inge I. Sus partidarios, que tenían especial fuerza en la región de Trøndelag, continuaron la guerra contra Inge y pudieron derrotarlo definitivamente en una batalla en la nieve en Oslo, en 1161, evento que costó la vida a Inge.
Una vez vencido su rival, parecía que Haakon sería el único monarca de Noruega, ya que Inge, aparentemente, no había tenido hijos (hasta entonces, el requisito para poder pretender el trono era el hecho de ser hijo de un rey); pero Erling Skakke, el líder del bando de Inge, nombró a su propio hijo, Magnus, como el nuevo rey. Magnus era un niño nieto del rey Sigurd el Cruzado y sería impuesto en oposición a Haakon.
La guerra continuó, y Haakon fue derrotado y muerto por el ejército de Erling Skakke, en una batalla naval en la isla Sekke, en el fiordo de Romsdal, el 7 de julio de 1162. Sólo tenía quince años.

## Hákonar saga herðibreiðsenHeimskringla
Hákonar saga herðibreiðs es uno de los relatos de Heimskringla de Snorri Sturluson sobre los reyes noruegos. La saga es una continuación lógica de Haraldssona saga porque son los hombres de Haakon quienes se enfrentan y matan a Inge. Erling Skakke mata a su vez a Haakon en venganza por la muerte de Inge, pero impone a su hijo Magnus como rey de Noruega.